# Émile Prisse d'Avennes
Achille-Constant-Theodore Émile Prisse d'Avennes  (27. ledna 1807 Avesnes-sur-Helpe – 17. ledna 1879 Paříž) byl francouzský archeolog, egyptolog, architekt a novinář. 

## Životopis

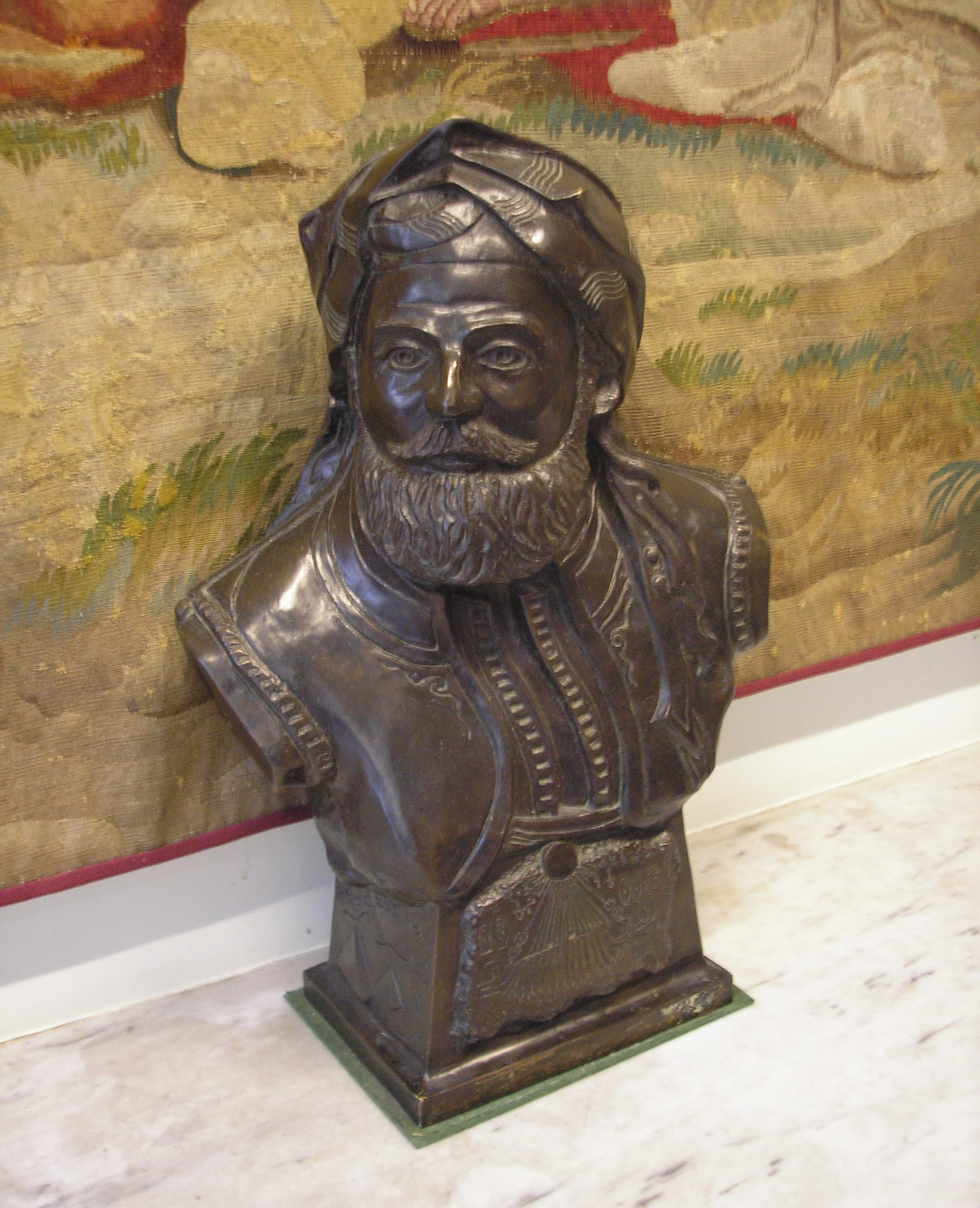
Busta Prisse d'Avennese

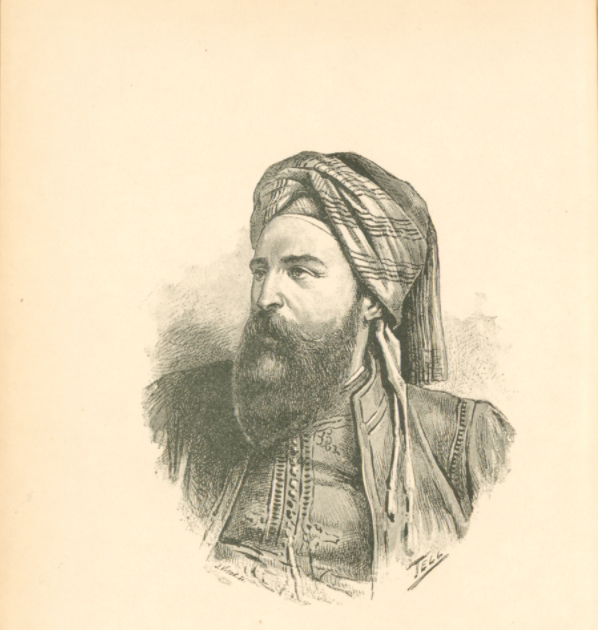
Émile Prisse d'Avennes, autoportrét ~1856

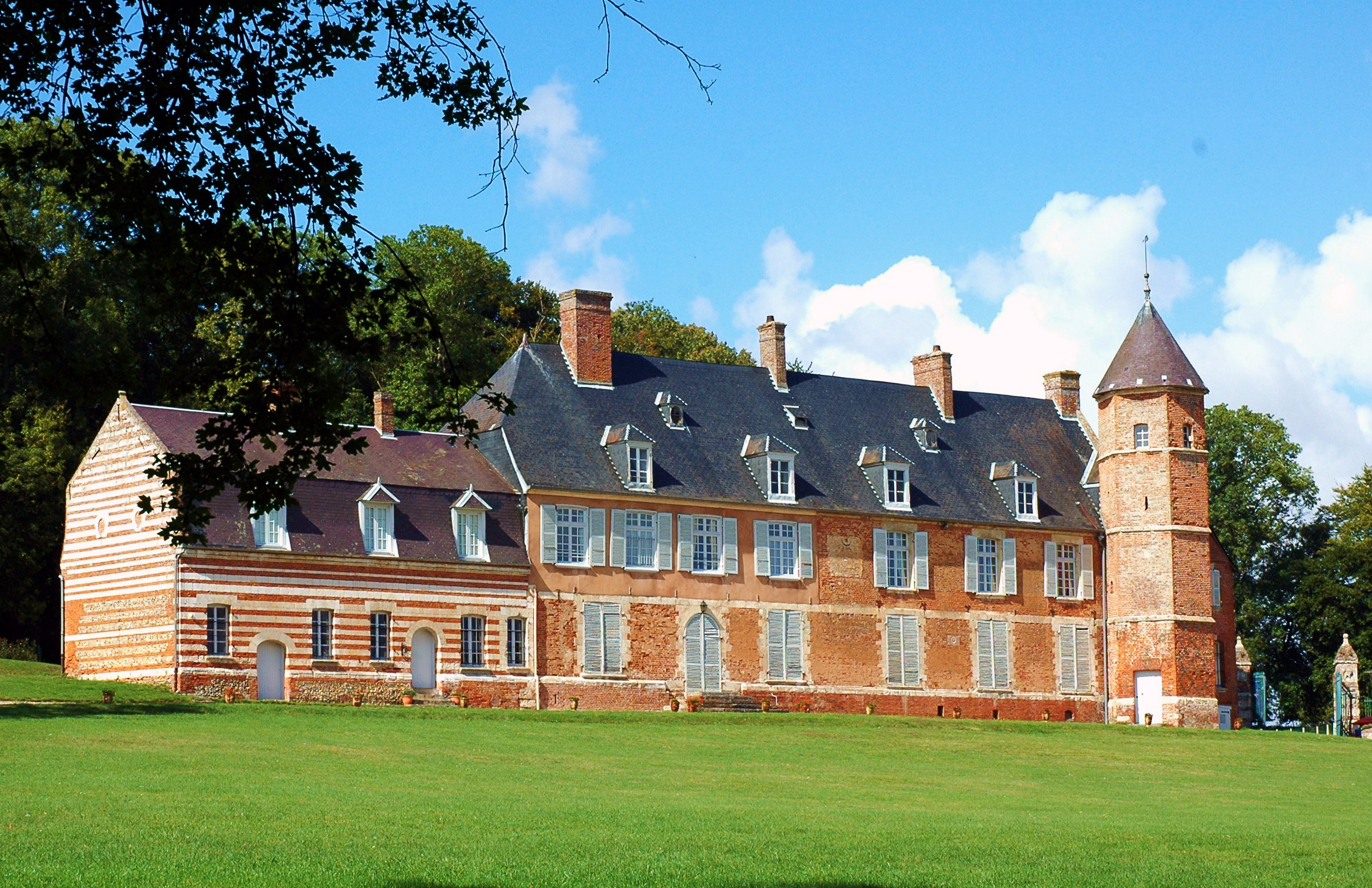
Sídlo rodiny D’Avennes, Francie

Rodinnou tradicí v administrativních záležitostech byl chlapec předurčen  pro právnickou kariéru, ale jeho talent a zájmy brzy rozhodly jinak. Přešel na školu umění a řemesel v Chalons, kde získal kreslířské a inženýrské dovednosti, které pak byly důležité v jeho budoucím životě. Émile Prisse d'Avennes prokázal, že je zručný kreslíř a neúnavný tiskař, je také autorem rozsáhlé práce o starověkých a středověkých památkách Egypta, se kterými se setkal při náboru v roce 1827 v egyptských vojenských školách na konci „uměleckého a řemeslného inženýrského výcviku“. Amatérský archeolog patřil do kategorie „umělců“, kteří se k vědám starověku dostali po prvních krůčcích ve stavebnictví nebo architektuře. Svoje egyptské zaměstnání opustil v roce 1836, aby se zcela věnoval výzkumu na rozhraní umění a historie. Zajímala ho egyptská chronologie, od památek starých Egypťanů až po hmotnou kulturu současného Egypta. Samouk se žhavým temperamentem, člověk spíše pohybující se v terénu než v kanceláři, zanechal nesmírně pestrou bibliografii. V Egyptě, byl také známý jako Edris-Effendi.

### Etnograf, archeolog
Léta strávená ve službách egyptské vlády mu poskytla bezkonkurenční znalost země, jejího jazyka a zvyků. V místním kroji se příležitostně vydával za muslima, i když ve reálu k islámu nekonvertoval. Z této známosti si udělal metodu, jak popsal ve svých poznámkách uložených v oddělení rukopisů Francouzské národní knihovny: 
„Právě tím, že jsem vstoupil tělem i duší do života muslimů, mluvil jejich jazykem, respektoval jejich náboženství, přijal jejich předsudky, podařilo se mi trochu proniknout do zvyků a obyčejů Arabů včerejška,“

Pracoval pod rouškou tmy, prakticky bez žádných zdrojů, přesto se mu podařilo získat nejen basreliéfy, několik pohřebních stél, ale také několik papyrusů, přičemž jeden, objevený v nekropoli v Thébách, pocházejících z 1900 př. n. l., vešel ve známost jako Papyrus Prisse. Později (1847) vytvořil faksimile originálu, o kterém egyptologové prohlásili, že je nejstarším rukopisem nebo knihou na světě. Prisseovo technické vzdělání bylo velkou výhodou, které mu umožnilo vytvoření monumentálního díla Atlas Egyptské umění..

### Egyptolog
Prisse, pobývající v letech 1839–1843 v Luxoru, se v přímého kontaktu s ruinami seznámil s hieroglyfy a na vlastní náklady prováděl průzkumy a výkopy v okolí. Aby stanovil posloupnost vlád a řád stavitelů chrámů, hledal jakýkoli nápis užitečný pro královskou chronologii. Jako vynikající pozorovatel si všiml komory předků Thutmose III. V Karnaku, kde bylo zaznamenáno jednašedesát panovníků, které překreslil a zaslal do Paříže, z obavy před jejich možným poškozením vandalismem z okolí. Památník byl znovu sestaven v Královské knihovně a v roce 1917 instalován v muzeu Louvre. Muzeu daroval také po něm pojmenovaný Papyrus Prisse, jeden z nejlépe zachovaných literárních rukopisů starověkého Egypta. 

### Fotograf a dokumentarista

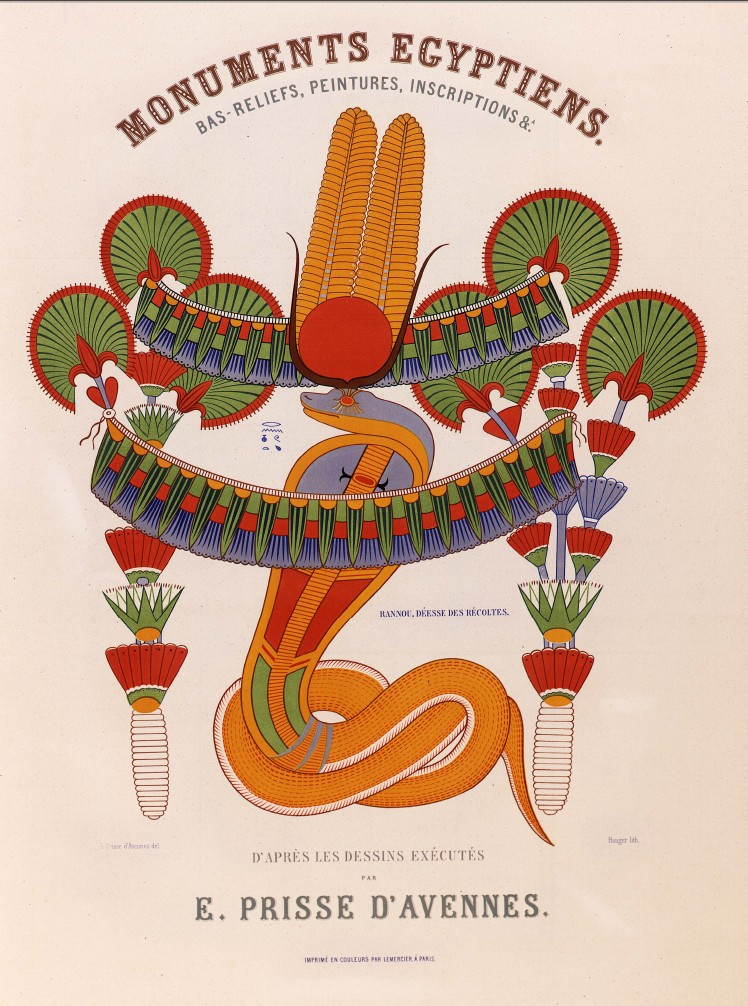
Titulní strana 1.vydání 1847

Zkušenosti s fotografickou a publikační praxí získal po návratu z Egypta, když spolupracoval s Maximem Du Campem na jeho fotografickém dokumentárním díle z jeho cest po Egyptě, Núbii, Palestině a Sýrii v letech 1849–1851. Jistým vzorem, snad i inspirací, mu bylo vydání monumentální Champollionovy publikace Monuments de L’Egypte et de la Nubie. V roce 1858 získal Prisse veřejné prostředky na návrat do Egypta, tentokrát s výtvarníkem a fotografem. Jako jeden z prvních začal systematicky využívat fotografii pro své monumentální průzkumy. Celé dva roky tito tři muži kreslili, razítkovali a fotografovali památky, někdy v náročných podmínkách v Káhiře a poté v údolí Nilu. Tato nová sklizeň mu umožnila dokončit jeho velkou egyptologickou práci a dát podstatu jeho nejnovějšímu redakčnímu projektu, skvělému atlasu arabského umění. K dokončení tohoto luxusního počinu 175 barevných litografických desek bylo zapotřebí téměř deset let únavné práce a v roce 1877 celek dokončil a vytiskl. O dva roky později v Paříži zemřel.

### Společenský život
Za službu v Egyptě a přínos egyptologii mu byl udělen titul Rytíř čestné legie (26. dubna 1845). Prisse se hojně zúčastňoval společenského a intelektuálního života v Paříži. V roce 1842 založil Egyptský literární spolek, byl členem korespondentem Orientální společnosti (1844),  členem Zeměpisné spolčenosti (1845), Asijské společnosti (1846), Společnosti spisovatelů (1847) a Egyptského institutu (1858).